# Fuck the Kids
Fuck the Kids è un EP pubblicato dal gruppo punk rock NOFX nel 1996. Inizialmente pubblicato solo su vinile, fu pubblicato su CD all'interno della raccolta 45 or 46 Songs That Weren't Good Enough to Go on Our Other Records, dalla quale venne esclusa solo la canzone Stupid Canadians.

## Tracce
1. Fuck the Kids
2. Fuck the Kids II
3. I'm Telling Tim
4. Reagan Sucks
5. Poseur
6. My Name's Bud
7. Two on Glue
8. Please Stop Fucking My Mom
9. Murder the Government
10. Stranger Than Fishin
11. Stupid Canadians
12. Eric Melvin vs. PCP
13. Always Hate Hippies

## Formazione
- Fat Mike - basso e voce
- El Hefe - chitarra e voce
- Eric Melvin - chitarra
- Erik Sandin - batteria